# Gerhard Botz
Gerhard Botz (ur. 15 września 1955 w Rudolstadt) – niemiecki polityk, inżynier i agronom, deputowany do Izby Ludowej i Bundestagu, poseł do Parlamentu Europejskiego IV kadencji.

## Życiorys
W 1974 został absolwentem szkoły średniej (Erweiterte Oberschule) w rodzinnej miejscowości, po czym do 1976 odbywał służbę wojskową. W 1981 ukończył studia rolnicze na Uniwersytecie w Rostocku (ze specjalizacją inżynier meliorant). W latach 80. był pracownikiem naukowym jednego z instytutów akademii nauk rolniczych NRD (AdL), zaś w 1991 został referentem do spraw europejskich w ministerstwie rolnictwa Turyngii.
W okresie przemian politycznych dołączył do Socjaldemokratycznej Partii Niemiec w Turyngii. Był przewodniczącym struktur powiatowych, a od 1994 do 2002 wiceprzewodniczącym struktur krajowych SPD w Turyngii. Od marca do października 1990 zasiadał w Izbie Ludowej, a następnie do grudnia tegoż roku sprawował mandat posła do Bundestagu. W latach 1991–1994 był obserwatorem w Parlamencie Europejskim. W kolejnej kadencji do 1999 wykonywał mandat eurodeputowanego, należąc do frakcji socjalistycznej i pracując w Komisji ds. Polityki Regionalnej.
Od 1999 do 2004 był posłem do landtagu Turyngii. W kadencji 2005–2009 zasiadał ponownie w Bundestagu. Później zatrudniony w administracji publicznej (m.in. jako dyrektor zarządzający instytucji Kommunales Bildungswerk Thüringen e.V.).